# A Night Walking Through Mirrors
A Night Walking Through Mirrors ist ein Musikalbum der Formation Chicago / London Underground. Die am 21. April 2016 im Londoner Veranstaltungsort Cafe Oto entstandenen Aufnahmen erschienen am 3. März 2017 auf Cuneiform Records.

## Hintergrund
Dee Trompeter Rob Mazurek arbeitet seit den 1990e-Jahren mit Taylor im Sao Paulo Underground und dem Exploding Star Orchestra und im Chicago Underground Duo zusammen. Mazurek (Kornett, Sampling und Elektronik) und Chad Taylor (Schlagzeug, Mbira und Elektronik) repräsentierten die Chicagoer Delegation, die sich mit den Londonern Alexander Hawkins (Piano) und John Edwards (Bass) zusammenschloss, um bei diesem Konzert führende Köpfe des experimentellen Jazz zusammenzubringen, notierte Glenn Astarita.

## Titelliste
- Chicago / London Underground: A Night Walking Through Mirrors (Cuneiform Records – RUNE428)[2]

1. A Night Spent Walking Through Mirrors 24:17
2. Something Must Happen 15:22
3. Boss Redux 21:31
4. Mysteries of Emanating Light 18:43

## Rezeption
Nach Ansicht von Glenn Astarita, der das Album in All About Jazz rezensierte, würden diese prominenten Improvisatoren und Progressive-Jazz-Preisträger eine Fülle von seelenerschütternden Motiven ausführen, gewürzt mit exzentrischen Effects-Extension-Artikeln und gebrochenen Segmenten inmitten einer Vielzahl von langwierigen Entwicklungen und synergetischen Improvisationen.
Diese Platte dokumentiere eine großteils improvisierte Live-Begegnung, in der es gelinge, eine robuste Vorwärtsdynamik aufrechtzuerhalten, auch wenn in jedem Moment mehrere Gespräche geführt würden, meinte Bill Meyer im Down Beat, der A Night Walking Through Mirrors mit viereinhalb von fünf Sternen bewertete. Der Diskurs zwischen Taylors huschenden Trommeln und Hawkins‘ komplizierten Linien auf „Mysteries of Emanating Light“ würde einer erkennbaren Free-Jazz-Linie entspringen, aber als Mazureks stimmliche Proklamationen und Edwards’ explodierender Puls einbrechen, bewege sich der musikalische Austausch „vom Planeten weg“. Bei dieser Musik gehe es weniger darum, an irgendeinem Ort anzukommen, als vielmehr um einen fortlaufenden Prozess der Auseinandersetzung, des Bruchs und der Annäherung, bei dem die Momente immer wieder gebrochen und neu zusammengesetzt würden.